# Tanda (departement)
Tanda är ett departement i Elfenbenskusten. Det ligger i regionen Gontougo, i den östra delen av landet, 230 km öster om huvudstaden Yamoussoukro.